# Поперечно-полосатый древолаз
Поперечно-полосатый древолаз (лат. Oophaga lehmanni) — вид земноводных рода Oophaga, ранее относился к роду Dendrobates (Dendrobates lehmanni — «древолаз Леманна»). Название дано в честь колумбийского биолога Федерико Карлоса Леманна.

## Описание
В длину амфибии достигают 31—36 мм. Кожа гладкая. Имеются две яркие красные, оранжевые или жёлтые полосы на тёмно-коричневом или чёрном фоне, одна расположена за головой, другая — вокруг горба на спине. Полосы продолжаются на животе. Лапки имеют цветные полосы. Концы пальцев у самцов серебристые. Окраска у разных особей индивидуальна.

## Распространение
Животное встречается в небольшом районе на высоте 850—1200 м над уровнем моря, в департаменте Валье-дель-Каука, Колумбия.

## Образ жизни
Вид питается насекомыми и активен в течение дня. Яд съеденных насекомых используется для защиты.

## Размножение
Сразу после сезона дождей самцы находят подходящее место для хранения икры (вблизи воды и защищённое от хищников) и издают брачные трели. Самка, выбрав самца, откладывает несколько крупных икринок на листьях на высоте около 1,2 м над лесной подстилкой в пределах области, выбранной самцом. Самец оплодотворяет их и ухаживает за ними. Через 2—4 недели после оплодотворения самец переносит потомство на спине и оставляет по одному в микроводоёмах в пазухах листьев на деревьях. Головастики питаются неоплодотворёнными икринками, которые откладывает самка. Развитие занимает 2—3 месяца.

## Фармакология
Некоторые соединения их кожи имеют фармакологические свойства, и их ценность доказана в биомедицинских исследованиях.